# Penha (kommun)
Penha är en kommun i Brasilien.   Den ligger i delstaten Santa Catarina, i den södra delen av landet, 1 200 km söder om huvudstaden Brasília. Antalet invånare är 25 140. Arean är 59 kvadratkilometer.
Terrängen i Penha är platt norrut, men söderut är den kuperad.
Följande samhällen finns i Penha:
- Penha